# Александро-Невская часовня в Таллине
Александро-Невская часовня в Таллине (Ревеле) — каменная часовня во имя св. благоверного великого князя Александра Невского была торжественно освящена 14 ноября 1888 года, настоятелем Преображенского собора, Эстляндским благочинным протоиереем Симеоном Поповым в сослужении ревельского духовенства.
Часовня была построена на русском рынке (ныне — площадь Виру), в строго-византийском стиле, с шарообразным золоченым куполом и крестом, облицована доломитом и обнесена чугунной решеткой. План составил местный архитектор К. И. Ниман; он же безвозмездно руководил работами при постройке часовни.
На восточной стене часовни находилась икона Николая Чудотворца, отличавшаяся большим изяществом.
Внутри часовни скульптором Котиевским для совершения в ней водоосвящения была устроена большая мраморная чаша (ваза) с водопроводным краном, соединённая подземными водопроводными трубками с 4 наружными вазами, также с кранами, для черпания из них освящённой воды. Совершение здесь главного городского торжественного освящения воды в положенные для того в православной церкви дни составляло одну из главных целей постройки этой часовни.
Воздвигнута на добровольные пожертвования; стоимость восходила до 11000 рублей.
Была приписана к Никольской церкви. Эстонские власти снесли часовню в 1922 году под предлогом того, что она «мешает движению трамваев». Но это был лишь предлог, так как, до сих пор современные трамваи при движении огибают клумбу (то место, где стояла часовня).